# St. Eugenius (Hannover)

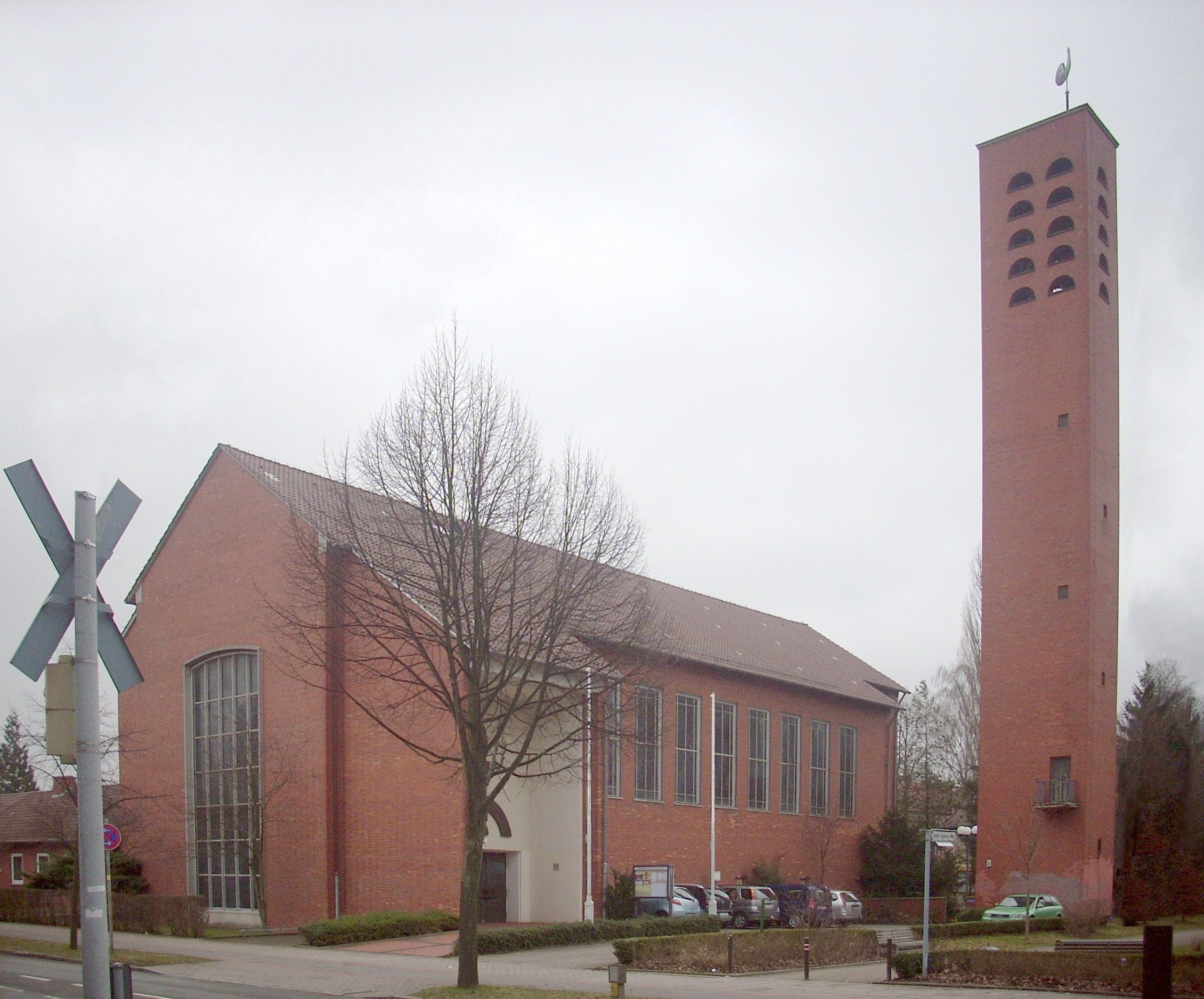
St. Eugenius

St. Eugenius ist eine katholische Kirche im Stadtteil Mittelfeld von Hannover (Am Mittelfelde 133). Sie wurde 1955/56 nach Plänen von Otto Hodler (Hannover) als Backstein-Saalkirche erbaut und 1960/61 mit einem freistehenden Glockenturm ergänzt, der vier Glocken enthält.
Bereits 1952/53 wurde im Stadtteil Mittelfeld eine Pfarrvikarie eingerichtet, ihre Gottesdienste fanden zunächst in den Räumen des katholischen Kindergartens statt. 1955 wurde mit dem Bau einer Kirche begonnen, am 24. Juli wurde der Grundstein gelegt. Bereits im Sommer 1956 fanden in der noch nicht fertiggestellten Kirche Heilige Messen und auch eine Erstkommunionfeier statt. Am 16. September 1956 wurde die Kirche von Kapitularvikar Wilhelm Offenstein benediziert, weil Bischof Joseph Godehard Machens kurz zuvor verstorben war. Das Patrozinium des hl. Papstes Eugenius erhielt die Kirche zu Ehren des damals amtierenden Papstes Pius XII. (Eugenio Pacelli). 
1960 bekam die Kirche eine zweimanualige Orgel mit 22 Registern, erbaut von Gebrüder Hillebrand Orgelbau. Am 1. April 1956 wurde die selbstständige Kirchengemeinde (Kuratiegemeinde) St. Eugenius errichtet, am 1. April 1963 erfolgte ihre Erhebung zur Pfarrei. Nach einer grundlegenden Renovierung wurde die Kirche am 11. November 1972 von Weihbischof Heinrich Pachowiak feierlich geweiht. 1998 wurde die Orgel  generalüberholt.
Im Zuge des Reduktions- und Konzentrationsprozesses im Bistum Hildesheim wurde die Pfarrei St. Eugenius zum 1. September 2010 der Nachbarpfarrei St. Bernward, aus der sie einst hervorgegangen war, angeschlossen.
Die Geschichte der Pfarrgemeinde ist eng mit der des Stadtteils Mittelfeld verknüpft. Einem raschen Anstieg der Mitgliederzahl durch Industrieansiedlung und durch den Zuzug katholischer Eichsfelder und Vertriebener vor allem aus Schlesien folgte ein kontinuierlicher Rückgang. Eine große Herausforderung ist die Integration von Katholiken anderer Muttersprache und die zunehmende Überalterung.